# لولیتا (فیلم ۱۹۹۷)
لولیتا (به انگلیسی: Lolita) فیلمی در ژانر درام به نویسندگی استیون شیف و کارگردانی آدریان لین و محصول سال ۱۹۹۷ کشورهای آمریکا-فرانسه است. این فیلم، دومین اقتباس از رمان ولادیمیر نابوکوف با همین نام است. جرمی آیرنز در نقش هامبرت هامبرت و دامینیک سوین در نقش دولورس «لولیتا» هیز می‌باشند. ملانی گریفیث در نقش شارلوت هیز و فرانک لانگلا هم در نقش کلر کوئیلتی بازی می‌کنند.

## داستان
داستان دربارهٔ مردی به نام هامبرت است که یک معلم خصوصی است و به خانه شارلوت هیز، مادر لولیتا می‌آید و بعد تصمیم می‌گیرد از آنجا برود. ولی چون لولیتا را می‌بیند سریع از او خوشش می‌آید و تصمیم می‌گیرد که بماند. مادر لولیتا هم عاشق هامبرت می‌شود و هامبرت نیز که عاشق لولیتا بود مجبور می‌شود آنجا بماند. مادر لولیتا بر اثر تصادف می‌میرد و لولیتا قبل از مرگ مادرش در مدرسهٔ شبانه‌روزی می‌باشد. هامبرت وسایل او و خودش را جمع می‌کند و او را از آنجا می‌برد …